# 1896 a filmművészetben

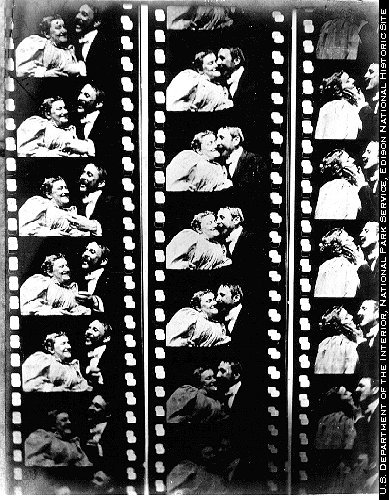
Az első csók a filmvásznon, ami a nagy kanadai sztár May Irwin és John C. Rice között csattan el. (A csók (1896) rendező: William Heise)

## Események
- január – Az Amerikai Egyesült Államokban Charles Francis Jenkins és Thomas Armat kifejlesztik a Vitascope nevű vetítőt. Armat elkezd dolgozni Thomas Edison-al, hogy Vitascope-okat gyártsanak.
- március 24. – Robert William Paul, angol feltaláló, először mutat be élőképeket az általa készített theatrográffal.
- április 16. – A Thomas Edison által alapított társaság New Yorkban megrendezi az amerikai első mozielőadást. Thomas Edison és Thomas Armat Vitascope-ját használják.
- április 26. – A Német Kinematográfiai Társulat a berlini Vilmos csarnokban egy francia kinematográffal megtartja az első nyilvános német bemutatót.
- május 10. – Budapesten a Royal Szállóban Lumièrék megbízottja megrendezi az első fél órás mozielőadást.
- október 1. – A Pathé testvérek megalapítják a Pathé Frères céget.
- William Selig megalapítja a Selig Polyscope Company Chicagóban.

## Filmek
- A vonat érkezése rendező: Lumière fivérek
- Az ördög kastélya rendező: Georges Méliès
- Egy hölgy eltűnése rendező: Georges Méliès
- Falbontás rendező: Louis Lumière
- Játékkártyák rendező: Georges Méliès
- A csók rendező: William Heise

## Születések
- január 2. – Dziga Vertov, szovjet filmrendező († 1954)
- január 20. – George Burns, amerikai színész és komikus († 1996)
- január 20. – Rolfe Sedan, amerikai színész († 1982)
- január 20. – Isabel Withers, amerikai színésznő († 1968)
- április 8. – Einar Juhl, dán színész († 1982)
- április 16. – Makláry Zoltán Kossuth-díjas magyar színész († 1978)
- április 26. – Ruut Tarmo, észt színész († 1967)
- június 28. – Constance Binney, amerikai színésznő, énekes, táncos († 1989)
- július 16. – Evelyn Preer, afrikai-amerikai színésznő, énekes († 1932)
- július 25. – Jack Perrin, amerikai színész († 1967)
- augusztus 14. – Theodor Luts, észt filmrendező, operatőr († 1980)
- augusztus 18. – Jack Pickford, kanadai születésű amerikai színész, Hollywood első rosszfiúja, († 1933)
- augusztus 30. – Raymond Massey, kanadai születésű amerikai színész († 1983)
- október 23. – Lilyan Tashman, amerikai színésznő († 1934)
- október 30. – Rex Cherryman, amerikai színész († 1928)
- december 10. – Torsten Bergström, svéd színész és rendező († 1948)